# Mohamed Hamdan Dagalo
Mohamed Hamdan Dagalo (in arabo محمد حمدان دقلو‎?, generalmente indicato come Hemetti o Hemedti (in arabo حميدتي‎?); Darfur, 1973) è un generale e politico sudanese della tribù Mehriya del sottoclan Awlad Mansur nel Darfur, ex vice Presidente del Consiglio Sovrano di Transizione dopo il colpo di stato sudanese del 2019 e ex membro del Consiglio di sovranità di transizione civile-militare.
Dal 2013 è al comando delle Forze di supporto rapido (Rapid Support Forces, RSF), nate per contrapporsi all'esercito regolare Sudanese del presidente Abdel Fattah Abdelrahman Burhan per il controllo del paese. In questa veste, che lo pone tra i più famosi signori della guerra al mondo, ha dichiarato ai funzionari dell'Unione Africana la sua corresponsabilità nell'esecuzione del massacro e degli stupri di Adwa avvenuti il 23 novembre 2004 nel Darfur meridionale .
A partire dal 2019, è una delle persone più ricche del Sudan tramite la compagnia al-Junaid o al-Gunade  (diretta da suo fratello Abdul Rahim Dagalo, numero due delle RSF ), che ha una vasta gamma di interessi commerciali tra cui investimenti, miniere, trasporti, noleggio auto, ferro e acciaio. All'inizio di luglio 2019, Hemetti era considerato da The Economist la persona più potente del Sudan.

## Biografia
Hemetti nasce nel 1973 (o 1974 o 1975) nipote di Juma Dagalo, un capo della tribù Rizeigat dei nomadi arabi Baggara, originaria del Ciad. È membro della sottosezione Awlad Mansour della tribù Mahariya, che fa parte del gruppo di pastori di cammelli (Abbala) del Nord Confederazione tribale Rizeigat. La famiglia commercia in cammelli prima della guerra in Darfur . Frequenta la scuola fino alla terza elementare senza avere altre istruzioni formali.
Nel 1987 si stabilisce nel sud del Darfur, quando dalla confederazione Baggara si formano le milizie Janjaweed, che combattono ancora oggi nelle regioni sudoccidentali di confine opponendosi al governo di Khartoum, diventandone un leader di spicco; nel 2013 da un’ala di questo gruppo si formano le RSF e Dagalo vi aderisce, venendo nominato comandante dall’ex Presidente Omar al-Bashir .
Tra il 2016 e il 2017 le RSF vengono utilizzate nella guerra civile in Yemen dal governo in carica, usufruendo di fondi e armamenti forniti dal Governo saudita e accrescendo l'influenza nella amministrazione sudanese . Si stima che in quel periodo fossero presenti in territorio yemenita circa 40mila combattenti.
Nello stesso periodo il presidente al-Bashir concede alle RSF di controllare le miniere d'oro del paese, che fanno del Sudan il terzo produttore di oro del continente africano; circostanza che permette a Hemetti di acquisire il controllo del mercato dell’oro di Dubai grazie  ai contatti instaurati durante la guerra in Yemen con gli Emirati Arabi Uniti e diventare il più ricco uomo del Sudan .
Nel tempo la milizia si occupa anche di reprimere, al posto dell'esercito governativo, le sommosse che nascono nel paese, come quella scoppiata nel 2018 , che avrebbe portato l'anno successivo al colpo di stato che avrebbe destituito il presidente.
Nel 2020 è verificata anche una presenza di miliziani dell'RSF in Libia, a sostegno del governatore della Cirenaica, Khalifa Haftar .
Nel 2021 Hemetti è protagonista, insieme all’attuale presidente del Consiglio Sovrano di Transizione Abdel Fattah Abdelrahman Burhan, di un colpo di stato militare che lo porta ad assumere la carica di vicepresidente . In seguito a dissidi relativi al tantativo di sciogliere il MSF all'interno delle forze armate regolari, sfociati in un vero e proprio conflitto civile, il 20 maggio 2023 viene rimosso dalla carica .
Nel 2025 si stima che il numero di uomini appartenenti alle Forze di supporto rapido sia circa 100 mila, a fronte di un contingente militare governativo composto tra i 150 mila e i 300 mila .

## Controversie
Le RSF con a capo Mohamed Hamdan Dagalo si sono macchiate di vari crimini, dagli omicidi alla violazione dei diritti umani, riportati da diverse organizzazioni non governative , come ad esempio nel 2014 quando devastarono decine di villaggi nel Darfur  o nel 2019 quando repressero nel sangue una protesta a Khartoum causando 128 morti . In seguito alla dimostrazione di tali efferatezze, nel gennaio 2025 gli Stati Uniti, riconoscendo i genocidi commessi in Sudan, hanno deciso di imporre sanzioni a sette aziende con sede negli Emirati Arabi Uniti facenti capo a Hemetti che permettono l’approvvigionamento di armi ai paramilitari delle RSF .
Le milizie, peraltro, sono state nel tempo anche finanziate con i fondi dell’Emergency trust fund for Africa, stanziati dall’Unione europea per gestire i flussi migratori sulla rotta del Mediterraneo Centrale , e addestrate nel 2022 da un gruppo di ufficiali dell’esercito italiano . Lo stesso generale Dagalo, che nel 2023 si è vantato di aver ricevuto i complimenti del Ministro degli Esteri Antonio Tajani per l'evacuazione degli italiani presenti in Sudan , è stato in Italia nel 2022 per stringere rapporti con il governo italiano .
Dopo la rimozione dalla carica di vicepresidente, Dagalo avrebbe anche stretto contatti con la milizia russa Wagner allo scopo di riprendere il potere in Sudan , in cambio dello sfruttamento delle miniere d'oro presenti nel paese .
Le élite politiche di Khartoum hanno inoltre pregiudizi nei confronti di Hemetti sulla base della sua origine dal Darfur e della mancanza di istruzione formale. Alex De Waal , Direttore del World Peace Foundation, ha dichiarato: "Le élite di Khartoum sono unanime sul fatto che [Hemetti] non può essere il sovrano del Sudan, perché in quanto Darfuriano non istruito proviene dalla classe sbagliata e dal posto sbagliato, e non ha le qualifiche formali dell'istruzione o del college del personale".